# Nova Brezovica
Nova Brezovica (en serbe cyrillique : Нова Брезовица) est un village de Serbie situé sur le territoire de la Ville de Vranje, district de Pčinja. Au recensement de 2011, il comptait 81 habitants.

## Démographie
| 1948 | 1953 | 1961 | 1971 | 1981 | 1991 | 2002 | 2011 |
| ---- | ---- | ---- | ---- | ---- | ---- | ---- | ---- |
| 295  | 313  | 283  | 281  | 224  | 142  | 125  | 81   |

|  |